# Tønnes Berthelsen
Tønnes Otto Kâlêraĸ „Kaka“ Berthelsen (* 4. Oktober 1961 in Maniitsoq; † 8. März 2023) war ein grönländischer Manager und Fußballspieler.

## Leben
Tønnes Berthelsen besuchte die Folkeskole in seiner Heimatstadt Maniitsoq. Von 1980 bis 1982 erlangte er die Hochschulreife in Nuuk. Anschließend zog er nach Dänemark, wo er in Aarhus weitere universitätsvorbereitende Kurse besuchte. Von 1983 bis 1985 studierte er Medizin an der Universität Aarhus, brach das Studium aber ab. Anschließend studierte er von 1986 bis 1987 Gesellschaftswissenschaften an der Universität Roskilde. Von 1987 bis 1991 studierte er ebendort Betriebswirtschaftslehre. Von 1992 bis 1995 setzte er das Studium an der Copenhagen Business School fort und wurde cand.merc. 1992 verbrachte er zudem ein Austauschsemester an der Universität Lappland in Rovaniemi.
Nach dem Studium wurde er bei Royal Greenland angestellt, wo er bis 1997 blieb. Anschließend arbeitete er bis 1999 beim Lebensmittelproduzenten Nuka. Von 1999 bis 2000 studierte er noch einmal und erhielt einen Master in Unternehmensleitung von der Leeds University. Von 2000 bis 2003 war er Direktor des Fischereiunternehmens Nuuk Seafood. Von 2002 bis 2005 war er zudem als Berater bei KNAPK tätig, zuletzt als kommissarischer Direktor. 2005 wurde er zum Direktor von Nuka ernannt, das zu diesem Zeitpunkt ein Teil des Staatskonzerns KNI war. Noch im selben Jahr änderte das Unternehmen seinen Namen in Arctic Green Food. Das Unternehmen ging 2007 insolvent und musste aufgelöst werden, wurde aber zugleich außerhalb von KNI neugegründet, wobei Tønnes Berthelsen Direktor blieb. 2009 verließ er Arctic Green Food. Von 2009 bis 2010 war er Wirtschaftschef im Wirtschaftsrat der Qeqqata Kommunia. 2010 war er Direktor der grönländischen Reedereivereinigung. Von 2011 bis 2012 arbeitete er als Berater für das Alcoa-Projekt in Maniitsoq. 2012 wurde er Vizedirektor von KNAPK und 2018 Direktor. 2021 wurde er erst suspendiert und trat daraufhin zurück. Daraufhin nahm er wieder einen Job bei Royal Greenland an, wo er als Fischereiberater tätig war.
Tønnes Berthelsen war in mehreren Aufsichtsräten vertreten: von 1998 bis 1999 bei Kalaallit Nunaata Radioa, von 2002 bis 2005 bei KNI, davon ab 2003 als Vorsitzender, von 2006 bis 2009 bi Maniitsoq Fiske Industri, davon zuletzt als Vorsitzender, ab 2017 bei Grønlands Statistik und ab 2022 bei Savik, als Vorsitzender bei Arctic Fisheries Greenland und erneut bei KNI. Zudem war er Aufsichtsratsmitglied des Campus Kujalleq und der Niuernermik Ilinniarfik. Von 2002 bis 2003 war er Mitglied des von Anders Fogh Rasmussen und Hans Enoksen gegründeten Ausschusses für Wirtschaftsförderung, von 2008 bis 2009 gehörte er der Fischereikommission an und bis 2019 war er Mitglied des Grönländischen Wirtschaftlichen Rats.
Kaka war in den 1980er und 1990er Jahren Mitglied der grönländischen Fußballauswahl und gewann zudem mehrfach die grönländische Fußballmeisterschaft. Er war gemeinsam mit René Olsen Trainer der Nationalauswahl für die Island Games 2011.
2019 wurde bei ihm Krebs diagnostiziert. Er erlag der Krankheit im März 2023 im Alter von 61 Jahren und hinterließ seinen Vater, seine Partnerin und zwei gemeinsame Töchter, darunter die Fußballspielerin Asii Kleist Berthelsen (* 2004), zwei Töchter aus einer früheren Beziehung und mehrere Enkelkinder.